# Holuhraun
Holuhraun är ett lavafält i republiken Island. Det ligger i regionen Norðurland eystra, i den centrala delen av landet, 250 km öster om huvudstaden Reykjavík.

## Historisk vulkanism
Det ursprungliga lavafältet bildades av ett basaltiskt utbrott 1797. Tills helt nyligen har denna lava ansetts härröra från magma från det närliggande vulkaniska systemet Askja, men nya studier visar att vulkanen Bárðarbunga förmodligen är källan till det historiska utbrottet.

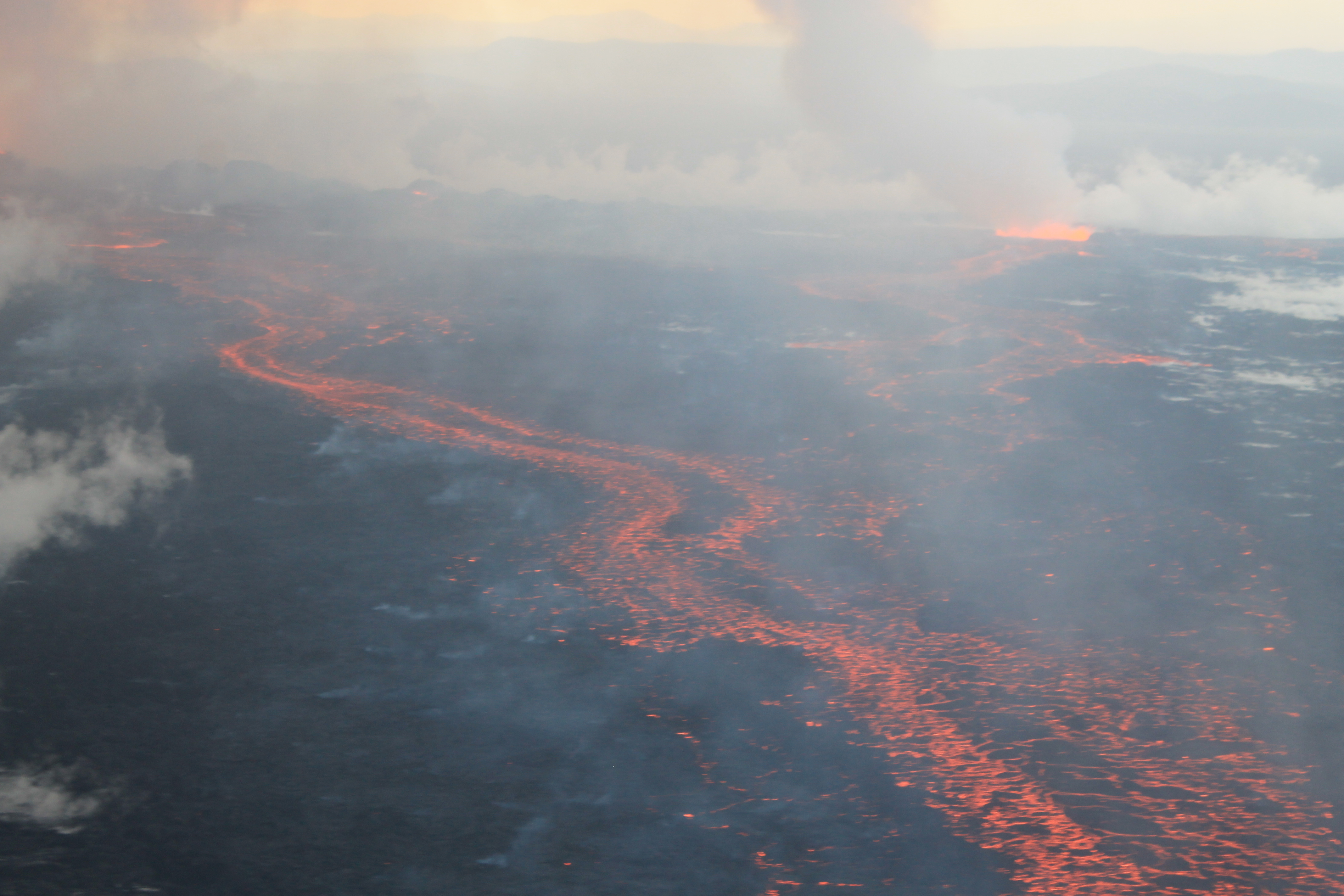
Lavamarken i september 2014.

## Vulkanutbrott 29 och 31 augusti 2014
Den 16 augusti 2014 uppstod en intensiv jordbävningsaktivitet vid Bárðarbunga, som dagarna därefter spred sig i nordostlig riktning. Jordbävningarna berodde på ett magmaflöde som tog sig fram långt under ytan. Strax efter midnatt den 29 augusti startade ett utbrott i Holuhraun 40 km nordost om Bárðarbunga. En lavapelare på cirka 600 meter trycktes upp, men detta utbrott varade bara cirka 4 timmar. Kl. 5 på morgonen den 31 augusti startade ett nytt och kraftigare utbrott på samma plats. En spricka öppnade sig denna gång med en längd av cirka 1 500 meter. Några mindre sprickor söder om huvudutbrottet öppnades den 5 september, men dessa utbrott var kortvariga. Lavan spred sig snabbt i nordostlig riktning och hade den 7 september nått en längd av 11 km. Den 29 september täckte lavan ett område på 44 km2. I slutet av oktober hade detta område vuxit till 63 km2. I slutet av året (27 december) var 81 km2 täckt av lava med en uppskattad volym på över 1 km3 och utbrottet visade inga tecken på att ta slut, även om lavaflödet var betydligt mindre än i början av utbrottet i september. Lavaflödet minskade avsevärt under februari och den 28 februari förklarades officiellt att den vulkaniska aktiviteten hade upphört. I slutet av utbrottet täckte den nya lavan ett område på 85 km2 och volymen uppskattas till 1,4 km3. Utbrottet är alltså det största på Island mätt i lavaflöde sedan det enorma Lakiutbrottet 1783.